# Hadaka
Hadaka (裸) je japanska riječ za golotinju. Izvan Japana se koristi kao opis seksualnog fetiša u kojoj seksualno uzbuđenje izaziva pogled na ženske osobe koje su potpuno gole s izuzetkom jednog komada odjeće (pregača, čarape, cipele, kravata i sl.). Izraz se često koristi u japanskoj porno-industriji.
Izraz hadaka valja razlikovati od izraza Zenra, koji opisuje fetiš u kojem potpuno gole žene obavljaju uobičajene, odnosno ne-seksualne aktivnosti koje bi u normalnim okolnostima obavljale odjevenee.